# 山崎宏 (医師)
山崎 宏（やまざき ひろし、1908年11月25日 - 2010年12月1日）は戦後に中国に残って、現地の人々に医療をほどこした日本人医師である。出身は岡山県真庭市。戦後に贖罪のため中国に残り、現地の医療に一生を注いだ。後年は「世を救う100歳の神の医師」と呼ばれ慕われた。2010年に病気により死去。享年102歳であった。

## 来歴
山崎宏氏の生まれは岡山県真庭市で、早くに両親を亡くし、兄と姉によって育てられた。平穏に生きたいと思っていたが、1937年の盧溝橋事件により、中国に出兵させられた。彼は1937年11月のある日、鄭州の軍営において兵士が三歳の子どもを絞め殺す姿を目撃、阻止しようとしたが、押しのけられたという。それにショックを受けた彼は、1938年1月に逃走した。その後昼夜を問わず逃げ、四日目に倒れたが、その前にあった農家の主人に助けられたという。その後は山東省の済南に住むことになる。
1945年に戦争が終わると、彼は中国に残る選択をする。彼は日本の家族に手紙を書くと、既に戦死して墓も作っていた家族は大いに喜んだ。兄は彼の帰国を望んだが、山崎宏は贖罪のために現地に残るとした。その後は猛勉強の末に医師となり済南において診療所を開設した。当初は「鬼子大夫」つまりは鬼の医者と呼ばれ、患者は少なかった。しかしある患者がマラニアにかかり、治療に成功すると、多くの病人が来るようになった。当時の中国は非常に貧しかったが、彼は貧しい人には無料で診断した。そのため家族は貧しかったが、近所の人々が無料で食料を送ったという。
1966年になると中国全土で文化大革命の嵐が巻き起こったが、山崎宏一家も一時的に危機があった。日本人であったことから、石を投げられたこともあった。また妻の劉氏が病院のリーダーで打倒の対象になりかけた。しかし彼は郊外の小さな診療所に勤務しており、それも子どもや老人ばかり診療していた。20年間給料は83.6元のみで、その他はすべて受け取らなかった。そのため、またそのエリアのリーダーの理解もあって保護対象になった。
1976年に文革が終わると、日本への帰国が許されるようになり、40年ぶりに帰国の途についた。兄と姉は非常に喜び、知人は彼のために高給の病院の仕事を準備した。しかし彼はやんわりと断りを入れ、半年の休暇を三ヶ月で切り上げ済南に戻った。中国に戻った際には多くの書籍を済南図書館に寄付し、中国政府からの補助金は学校へ寄付した。その後も日本政府より年金が支給されたが、ほとんどを寄付に当てた。汶川地震でも4000元を寄付し、娘にも寄付させた。
1983年、和歌山市と済南市において友好都市が結ばれると、ゆかりのある人物として両都市の行き来を頻繁に行うようになった。彼の中国語は済南なまりが激しく、現地の人々と同じ生活を送っていたのがわかる。2009年11月に日本の総理大臣表彰（高齢者表彰）を受けている。100歳の誕生日には自身の最後の望みだとして、死後は遺体を献体したい旨を伝え、済南市市中区紅十字協会は彼の遺言を受け入れた。2010年12月1日午後に永眠。享年102歳。遺体は遺言の通りに献体され、12月2日に式典が行われた。